# Villafáfila
Villafáfila es un municipio y localidad española de la provincia de Zamora, en la comunidad autónoma de Castilla y León.
Su término se encuentra situado en plena Tierra de Campos zamorana, integrado en la reserva natural de Lagunas de Villafáfila. A su vez, este espacio natural cuenta con la protección específica que ofrece su declaración como reserva de caza, zona LIC y Ramsar. El contenido y calidad de la sal de estas lagunas determinó su explotación desde época prehistórica.

## Etimología
Su nombre procede de la conjunción de «villa» y del antropónimo germánico «Fáfila» o «Fávila», al que algunos lingüistas consideran un hipocorístico. Villafáfila se documenta sin variantes desde fecha muy temprana: «Villa de Fafila» en el 936; «Villa Fafila, in Lampreana» en el 954; «Villa Fafila» en el 1143; «Villa Fafila» en 1181, 1182 y 1208. El antropónimo es abundante en Asturias desde el siglo VIII, donde es conocido el rey Favila de Asturias, también es común en Galicia, citándose desde el siglo IX. En el siglo XII se documenta en Braga (Portugal), con una presencia menos densa y más tardía, y en el área de Sahagún. Como consecuencia, la toponimia asociada es abundante: Fafiás, Fafián y Fafiá en Galicia; Fafilán en Asturias; Fáfilas en León; Fafiães, Fafiás y Fafião en Portugal, entre otros.

## Lagunas

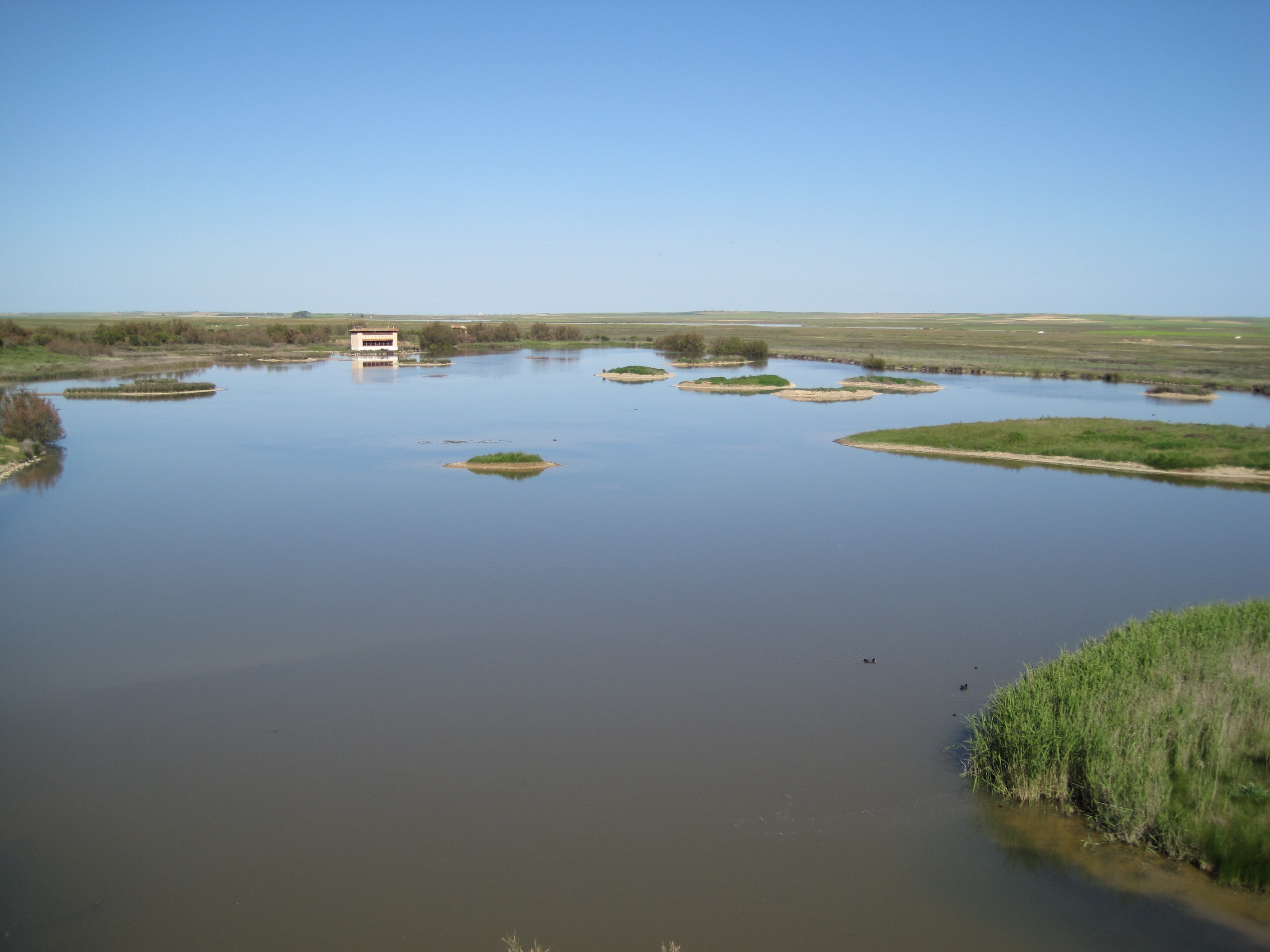
Lagunas de Villafáfila.

En el término municipal se encuentra parte del complejo lagunar de Villafáfila. Las Lagunas de Villafáfila fueron declaradas Reserva de Caza en 1986. A lo largo del tiempo y desde época prehistórica han tenido relevancia como unas de las pocas salinas interiores en explotación. Fueron propiedad de particulares, monasterios y reyes. Actualmente, Villafáfila es un destino turístico popular debido a las aves acuáticas y esteparias que frecuentan la comarca. El complejo está incluido en el convenio de Ramsar, es Zona LIC y Reserva Natural de Caza debido a su importancia como aguazal en el contexto del norte peninsular. Destacan dos ecosistemas en la zona, el lagunar frecuentado por azulones, porrones moñudos, patos cuchara, cercetas carretona, avefrías, cigüeñuelas y limícolas y sobre todo, ansares comunes. Los ansares se congregan en invierno formando la segunda población invernante de España, pero se puede ver grandes concentraciones dependiendo la época del año y la acumulación de agua. El otro ecosistema importante es el estepario, donde el ave más representativa es la Avutarda donde se concentra la mayor población mundial un 10 %. Otra atracción turística es la colonia de Cernícalos Primilla en el pueblo anejo de Otero de Sariegos, donde también se pueden ver sisones y gangas.

## Historia
La presencia humana en el término de Villafáfila se remonta al menos al Neolítico. Así lo atestigua un fragmento de cerámica hallado en los alrededores del pago de la «Fuente de San Pedro», consistente en un asa de cinta adornada con motivos incisos e impresos. Este vestigio ronda los 6000 años de antigüedad, siendo por tanto uno de los primeros testimonios de la ocupación prehistórica de Villafáfila y de la provincia de Zamora.
El enclave de Molino Sanchón II, situado dos kilómetros al este del casco urbano de Villafáfila,  al borde mismo del canal que comunica la Salina de Barillos y la Salina Grande, también fue ocupada durante la época prehistórica  para la explotación de la sal, además de haber sido en época posterior una necrópolis cristiana de inhumación en fosa.
Se han encontrado restos de época romana en los parajes de San Pedro, Wamba y Valorio, siendo especialmente remarcable el mosaico de la fuente romana de San Pedro, así como el puente de Villarigo.

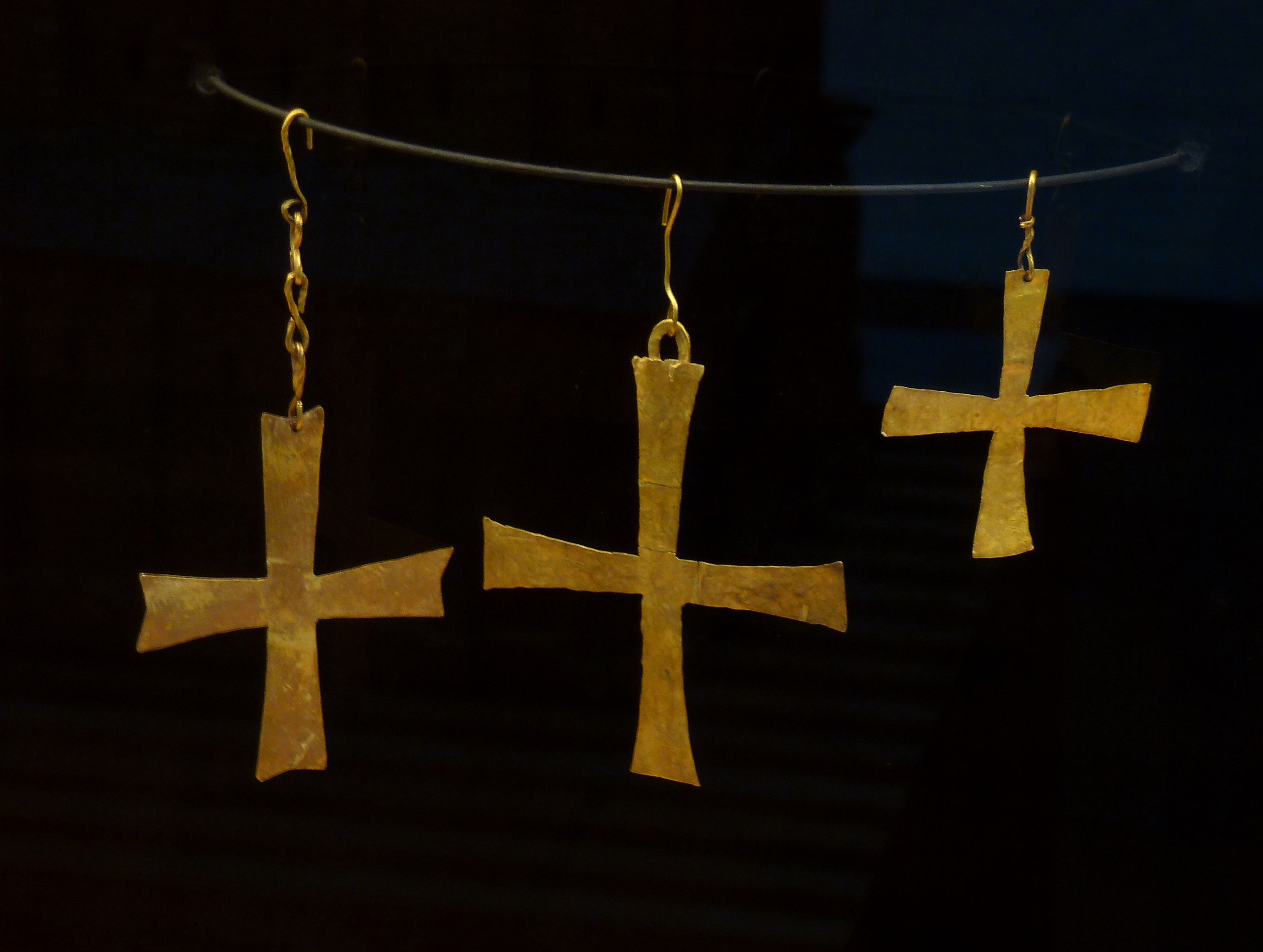
Cruces patadas del Tesorillo de Villafáfila, de época visigoda. Museo de Zamora.

El descubrimiento del tesorillo de Villafáfila, de época visigoda, nos muestra la existencia de poblamiento humano en el municipio en época goda. Este tesoro se encontró de manera casual en 1921, datando de mediados del siglo VII, y actualmente se conserva en el Museo de Zamora. Consta de tres pequeñas cruces patadas afinadas recortadas en lámina de oro y dos pequeñas piezas en bronce, una que posiblemente sea el mango de una patena y un incensario, de cuya tapa solo se conserva un fragmento con decoración calada.
En todo caso, la primera mención documentada de Villafáfila como tal población data del reinado de Ramiro II de León, estando relacionada con la venta de sal de las salinas en el año 936. A partir de ahí son diversos los documentos que atesiguan la existencia de Villafáfila, como la donación de varias heredades de Villafáfila al monasterio de Eslonza en 1155 por parte de Alfonso VII de León.
En 1181 el rey Fernando II de León donó a la Orden de Santiago la localidad de Villafáfila, que pasó a depender de la encomienda de Castrotorafe, hecho confirmado por Alfonso IX de León, que en 1229 amplió los derechos de la orden santiaguista en Villafáfila y Castrotorafe.
Ya en la Edad Moderna, el 27 de junio de 1506, Fernando el Católico firmó en la localidad un acuerdo histórico con su yerno Felipe el Hermoso, conocido como Concordia de Villafáfila por haber tenido lugar en esta localidad.
Asimismo, en 1529 el papa Clemente VII concedió autorización para poder desmembrar bienes de la Orden de Santiago a la Corona, hecho por el cual Carlos I de España desmembró Villáfila de la encomienda santiaguista de Castrotorafe en 1541 y la incorporó como dominio propio de la Corona.
1542 Carlos I acuciado por las crecientes necesidades financieras de la corona para sufragar los gastos a los que le obligaba la política imperial,  hace una venta  El 31 de marzo de 1542, don Bernardino Pimentel Almansa y Quiñones (5.º hijo del 3.er conde de Benavente D. Alonso Pimentel), 1.er marqués de Távara, tomó  posesión del señorío de Villafáfila y sus anejos de San Agustín del Pozo y Revellinos en virtud de la compra que, por importe de 13.634.186 maravedíes, había hecho al rey D. Carlos I de Austria, como Maestre de la Orden Militar de Santiago y procedente de su Maestral. Villafáfila y sus anejos, en lo sucesivo sería "señorío" del Marquesado de Távara y sus vecinos vasallos del mismo. Bajo cuya jurisdicción permanecieron hasta la abolición de los señoríos, en 1811, durante la guerra de la Independencia, y definitivamente en 1836.
Villafáfila desde ese momento formaba parte de un señorío de tipo económico (el tenido hasta entonces, con la Orden Militar de Santiago era de tipo de encomienda), en el cual, al "señor", solo le interesaba, sobre todo lo demás, este aspecto.
Había en la compra una excepción debido a la realeza: la renta de las tercias y alcabalas, moneda forera y la suprema apelación de la justicia a la cual acudió Villafáfila.
Villafáfila formó parte de la provincia de Zamora tras la reforma de la división territorial de España en 1833. De esta forma continuó encuadrado dentro de la región leonesa, si bien esta última carecía de cualquier tipo de competencia u órgano común a las provincias que agrupaba, teniendo un mero carácter clasificatorio, sin pretensiones de operatividad administrativa. Tras la constitución de 1978, y la diversa normativa que la desarrolla, Villafáfila pasó a formar parte en 1983 de la comunidad autónoma de Castilla y León, en tanto municipio adscrito a la provincia de Zamora.

## Geografía humana

### Demografía
Cuenta con una población de 440 habitantes (INE 2024).
| Gráfica de evolución demográfica de Villafáfila entre 1842 y 2021 |
| |
| Población de derecho según los censos de población del INE Población de hecho según los censos de población del INEEntre el censo de 1981 y el anterior, crece el término del municipio porque incorpora a 49140 (Otero de Sariegos) |

### Economía
Con una economía tradicionalmente centrada en la agricultura y la ganadería, en los últimos años ha asistido a un incremento de la importancia del sector servicios.

## Símbolos
El pleno del ayuntamiento de Villafáfila, en sesión celebrada el 3 de octubre de 2001, acordó, por unanimidad de los asistentes, aprobar el escudo heráldico y
la bandera municipal. Su descripción es la siguiente:
- Escudo heráldico: escudo medio partido y cortado. 1.º de plata, bandera de oro cuatribarrada de gules y bandera de gules con aspa de San Andrés de oro, puestas en aspa. 2.º de azur, ganso en vuelo de plata. 3.º de gules, tres cruces visigodas de oro, puestas en faja. Al timbre corona real cerrada.
- Bandera municipal: bandera rectangular de proporciones 2:3, formada por cinco franjas horizontales, en proporciones 2/7, 1/4 2/7, 1/4 2/7, siendo las exteriores azules, blancas las intermedias y roja con dos coronas reales abiertas amarillas la central.

## Personas destacadas
- Luis Fernando Fernández (1964-), futbolista que llegó a jugar en primera división con el Athletic Club (1984-1992) y el Real Burgos (1992-1993).